# Brains (Thunderbirds)

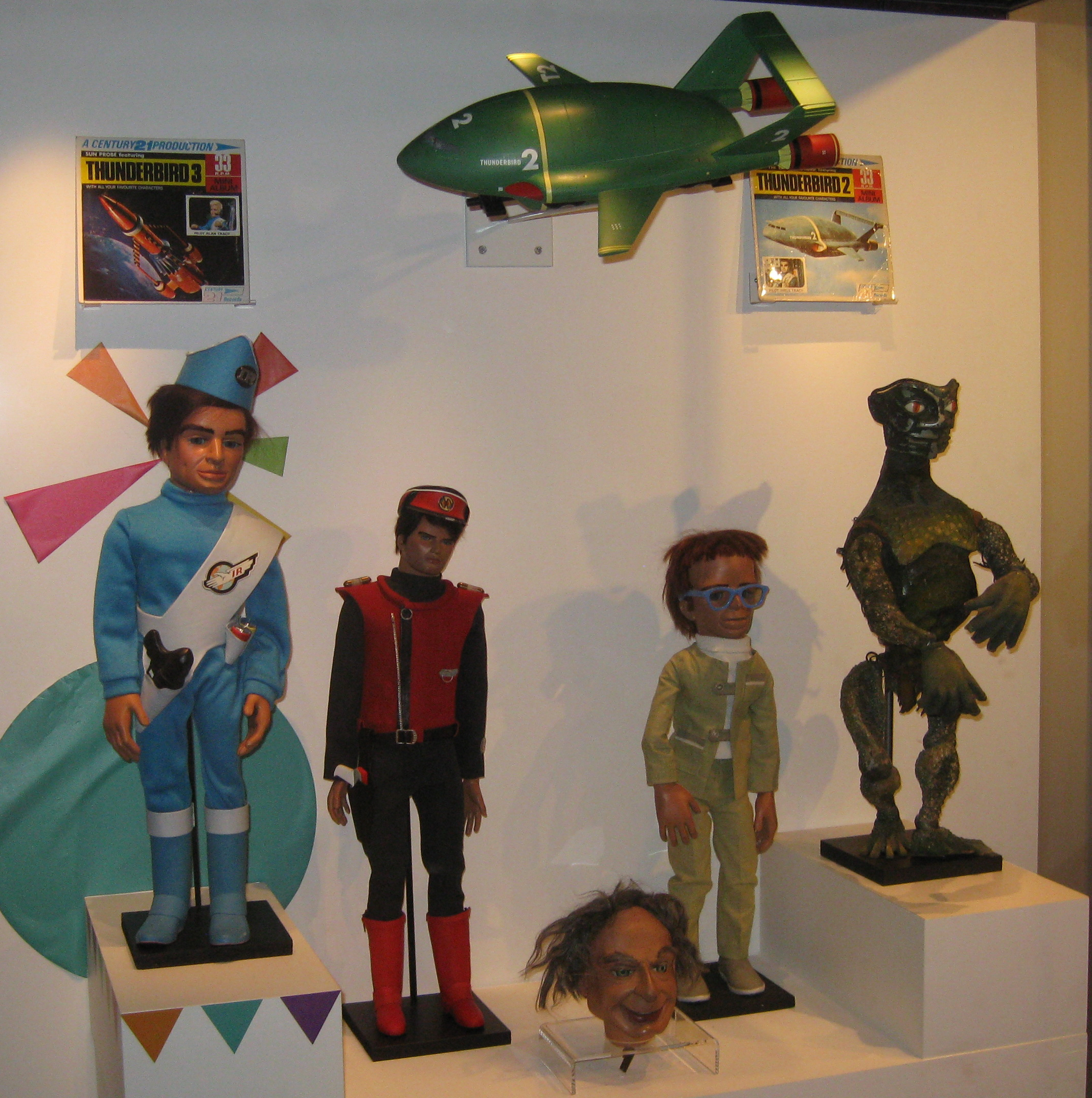
Marionetas de Gerry y Sylvia Anderson para Thunderbirds y Captain Scarlet en el National Media Museum de Bradford. Se exponen en el museo al menos desde 2006.

'Brains es un personaje de ficción de la serie de televisión Thunderbirds, de las películas Thunderbirds Are GO y Thunderbird 6 y Thunderbirds la película (2004).
La voz del títere fue de David Graham en la serie de la televisión y en las primeras dos películas, aunque Anthony Edwards tomó el papel para la película de gente viva.

## Biografía
Brains es empleado por Rescate Internacional como su científico e ingeniero. Su aspecto recuerda al típico científico sesudo de amplia frente y lentes de marco grueso que divaga de idea en idea colaborando a la familia Tracy con soluciones inteligentes e interpretaciones científicas a complejos problemas y en la serie carece de vida personal propia a diferencia de sus colaboradores.
Él diseñó los vehículos de los Thunderbird y otras máquinas y medios usados por el Rescate Internacional y sus agentes. Él también se construyó un robot llamado Braman. De vez en cuando, la especialización técnica de Brains se requiere a la escena de rescate. En estos casos él acompaña a los hermanos Tracy en sus misiones, normalmente en el Thunderbird 2. En la película Thunderbird 6, Brains se encarga de pilotar el nuevo Thunderbird, el 6 (el biplano Havilland Tiger Moth), usando una banda de color café y el uniforme azul que usan todos los pilitos de IR.
Brains ha diseñado de vez en cuando vehículos para otras organizaciones aparte de Rescate Internacional, incluso el Skythrust ("Alias Sr. Hackenbacker") y Skyship Uno (Thunderbird 6). Estos encargos se realizaron bajo estricta seguridad para proteger las identidades de Rescate Internacional.
Es apodado "Brains" por los otros miembros de Rescate Internacional, el nombre real de Brains nunca se revela. Al trabajar en los proyectos externos, adopta un alias para proteger su identidad. Por ejemplo, él usó el seudónimo 'Hiram K. Hackenbacker al trabajar en el proyecto del Skythrust, mientras que con el Skyship fue conocido como "Mr X".
- Datos: Q2096903